# Новенький (Таловский район)
Но́венький — хутор в Таловском районе Воронежской области России. Входит в состав Александровского сельского поселения.

## География
Хутор находится на северо-востоке центральной части Воронежской области, в лесостепной зоне, на расстоянии примерно 2 км (по прямой) к северо-северу от рабочего хутора Таловая, административного центра района. Абсолютная высота — 142 м над уровнем моря.
Часовой пояс
Хутор Новенький, как и вся Воронежская область, находится в часовой зоне МСК (московское время). Смещение применяемого времени относительно UTC составляет +3:00.

## Население
| 2010 |
| ---- |
| 364  |

Гендерный состав
По данным Всероссийской переписи населения 2010 года, в гендерной структуре населения мужчины составляли 48,1 %, женщины — соответственно 51,9 %.
Национальный состав
Согласно результатам переписи 2002 года, в национальной структуре населения русские составляли 96 %.

## Улицы
- ул. Молодёжная,
- ул. Солнечная,
- ул. Центральная[5].